# 中央防波堤埋立地

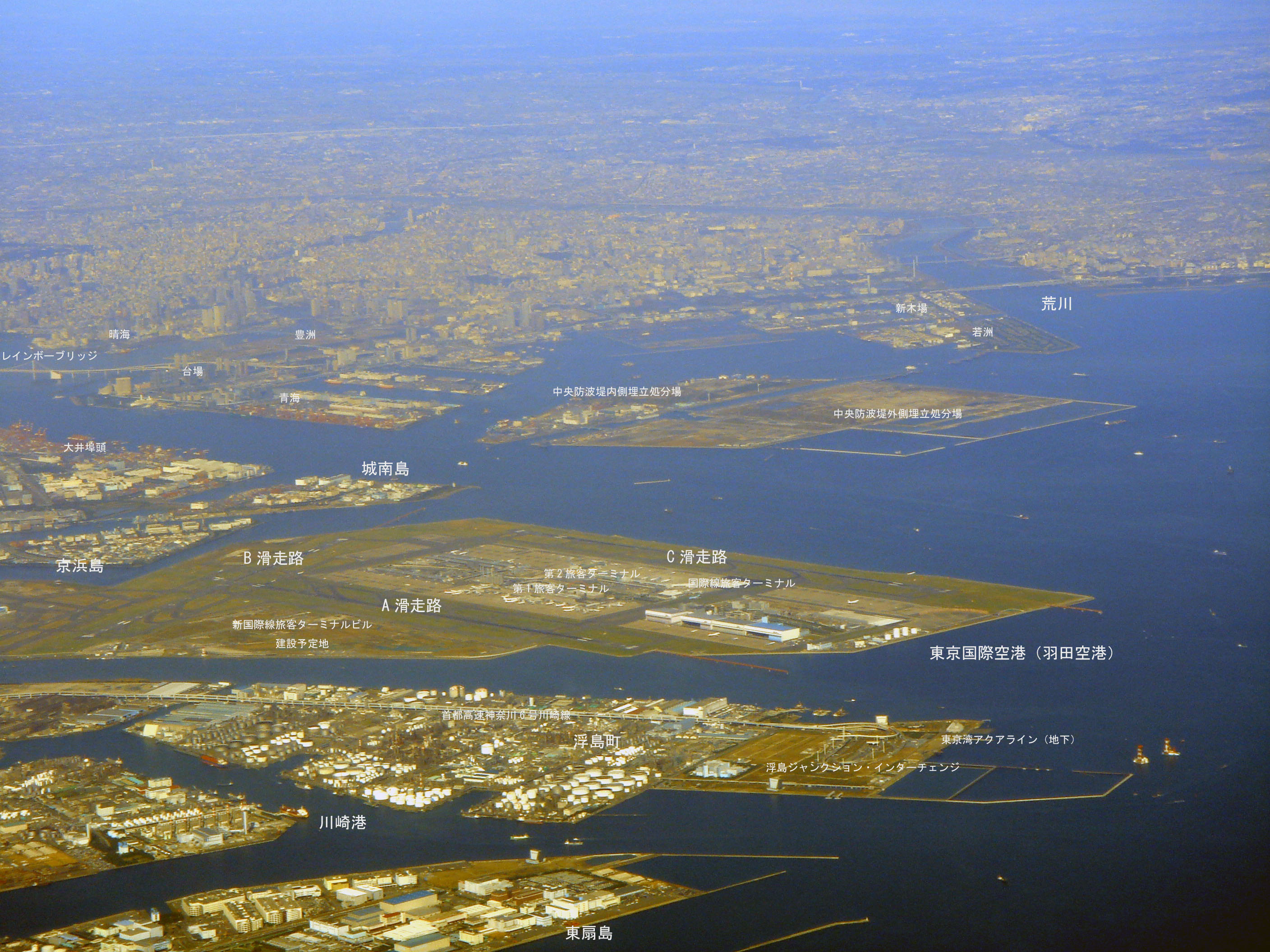
東京国際空港の奥（北）側のうち海側が中央防波堤外側埋立地、巾の狭い水路を挟んで陸側が中央防波堤内側埋立地（定期航空機より）

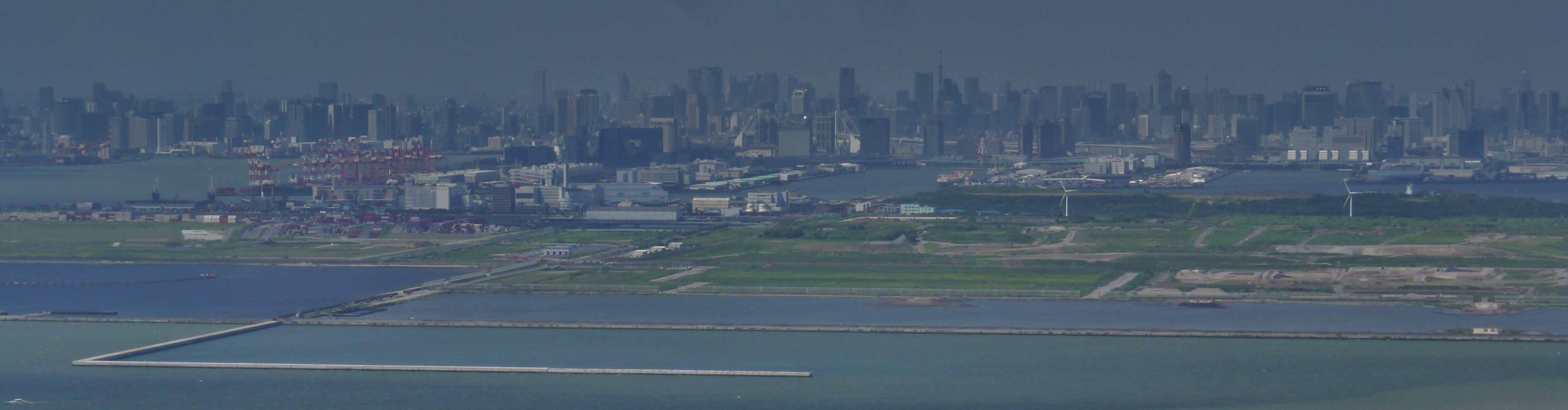
中央防波堤外側埋立地

中央防波堤埋立地（ちゅうおうぼうはていうめたてち）とは、東京湾内に中央防波堤を挟むような形で位置する埋立地である。東京都環境公社では最終処分場として中央防波堤埋立処分場（ちゅうおうぼうはていうめたてしょぶんじょう）の名称も用いている。
海路を挟んで北側の中央防波堤内側埋立地（ちゅうおうぼうはていうちがわうめたてち）と、南側の中央防波堤外側埋立地（ちゅうおうぼうはていそとがわうめたてち）からなる。また、中央防波堤外側埋立地の南に隣接する新海面処分場を含む事もある。本記事ではこのうち内側埋立地・外側埋立地について記述し、新海面処分場については独立記事にて説明する事とする。
中央防波堤内側埋立地は1973年（昭和48年）に埋め立てが開始され、1986年（昭和61年）に埋め立てが終了した。一方の中央防波堤外側埋立地は1977年（昭和52年）から埋め立てが開始され、2024年現在も新海面処分場と共に埋立が続けられている。

## 概要

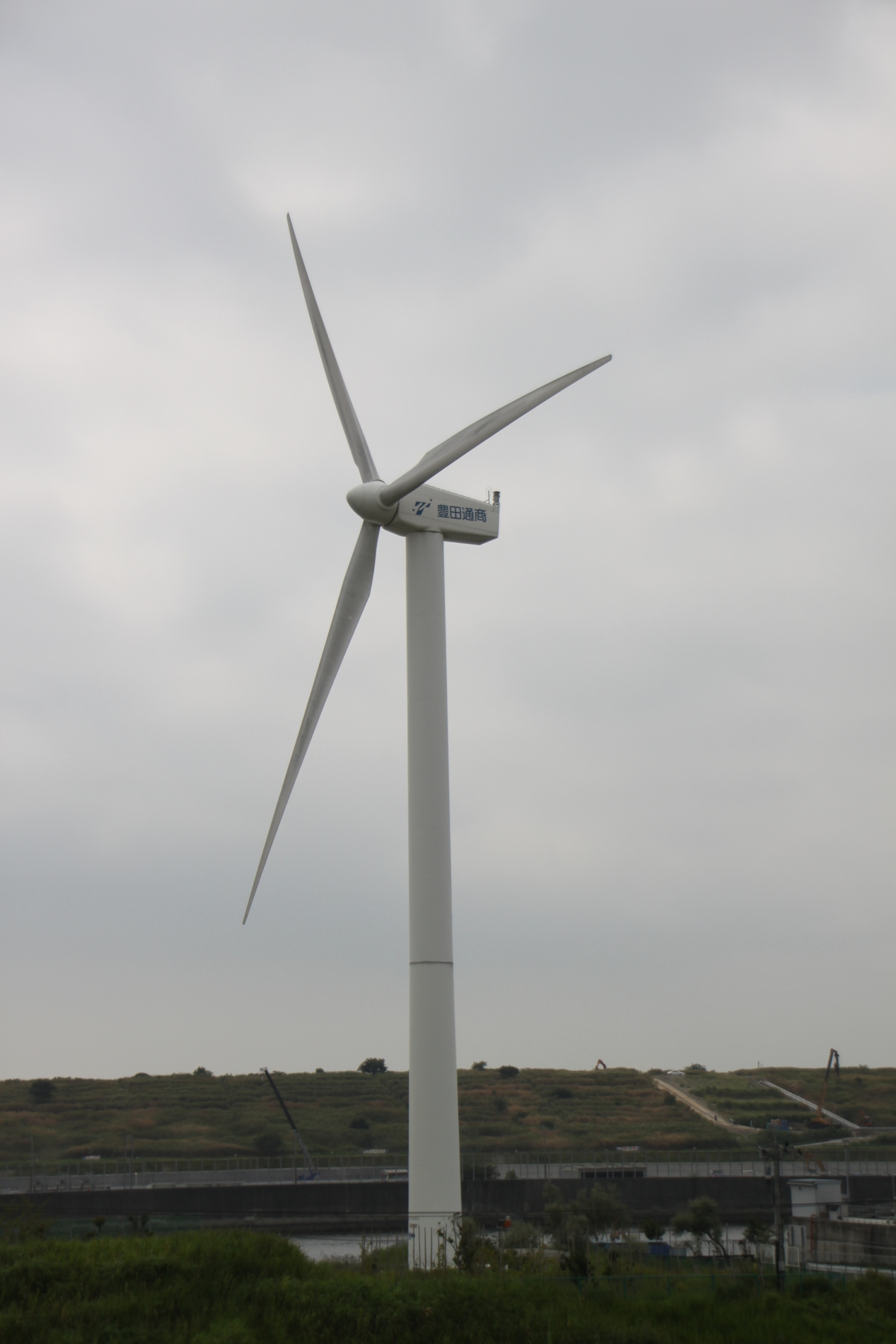
東京風ぐるま

中央防波堤埋立地内には、新貨物ターミナル、倉庫や廃棄物焼却場、東京都環境局中防合同庁舎などがあり、将来は貨物ターミナル、倉庫と公園として使用される予定である。2007年、国土交通省関東地方整備局により水深マイナス9メートルの岸壁を整備するための現地調査が開始された。
海の森三丁目には東京臨海風力発電所が設置され、大きな風車「東京風ぐるま」はこの地のシンボルとなっている。また、生ごみが分解する過程で発生するメタンガスも発電に利用されていた。

## 歴史
- 1970年

中央防波堤内側に鋼矢板で囲んだ土砂処理場（約157万㎡）が設置される。同年11月から翌年にかけて河川や運河で浚渫したヘドロや下水処理場から出る汚泥の運び込みが開始。
- 1973年

東京都が中央防波堤内側埋立地の埋め立てに着手。
- 1977年

東京都が中央防波堤外側埋立地の埋め立てに着手。この頃増加する一方のごみの量に対して埋立処分場の確保の難しさがかなり認識されるようになり、処分場の延命が都の重要課題となった。これを解決するため、清掃工場・粗大ごみ破砕処理施設の新設など、中間処理施設の整備が急速に進められた。
- 1986年

中央防波堤内側埋立地の埋め立てが終了。
第二航路トンネルが作業用等のために使用を開始。
- 1998年

この頃中央防波堤外側埋立地も埋立ができる場所が少なくなってきたため、事実上の拡張として新海面処分場Aブロックの埋立が開始された。
- 2002年

第二航路トンネルが一般開放。帰属を主張していた区のうち、中央、港、品川の3区が主張を取り下げた。
- 2007年

水深-16mの岸壁を持つ国際海上コンテナターミナルを整備する為の現地調査が開始された。完成すれば10万t級のコンテナ船が入港できるようになる。
- 2012年2月12日

東京港臨海道路全線開通。東京ゲートブリッジにて江東区若洲とつながった。
- 2013年

2020年東京オリンピック・パラリンピックの開催が決定。
- 2016年

大田区と江東区が正式協議を開始。
- 2017年

東京都が両区に調停案を示すが、大田区が受け入れを拒否、提訴する。
- 2019年

東京地方裁判所が境界確定訴訟の判決を下し、大田区と江東区がともに受け入れを表明。
- 2020年

江東区が中央防波堤内側埋立地に海の森の町名を設定。また、中央防波堤外側埋立地のうち大田区の土地は令和島の町名が設定された。
東京港臨港道路南北線が開通。東京港海の森トンネルで江東区有明とつながったほか、内側埋立地と外側埋立地の間に海の森大橋が新設された。
- 2021年

東京オリンピック・パラリンピック開催（当初予定より1年延期）。海の森クロスカントリーコース、海の森水上競技場で競技が行われた。

## 埋立面積

### 中央防波堤内側埋立地
- 総面積：106ヘクタール
- 埋立面積：78ヘクタール
- 埋立量：約1,230万トン

### 中央防波堤外側埋立地
西側が「その1」、東側が「その2」である。
- 中央防波堤外側埋立地処分場 その1（浚渫（）・建設発生土）：115ha
- 中央防波堤外側埋立地処分場 その2（廃棄物）：115ha

## 帰属問題
中央防波堤埋立地は、東京都が東京湾の沿岸5区（港区、江東区、品川区、大田区、中央区）の了承のもとで埋め立てを行ったものであるが、公有水面埋立法申請（申請者は東京都）の際「埋立ての場所」を「東京都江東区有明二丁目地先」として申請し、竣工許可に当たっては「東京都江東区青海二丁目地先」として届け出た。ただし、5区が交わした「中央防波堤内側埋立地における事務処理に関する覚書」および「中央防波堤外側埋立地における事務処理に関する覚書」では、以下の取り決めがなされた。
1. 両埋め立て地における特別区の処理すべき事務は暫定的に江東区において処理する。
2. この措置は埋立地の帰属決定までの暫定措置として行うものであり、今後の帰属決定問題には何ら影響を及ぼすものではない。

その後中央防波堤内側埋立地第2工区が竣工し、改めて両埋立地の帰属を協議することになったが、2002年（平成14年）12月15日に中央区・港区・品川区が帰属主張を取り下げたことにより、江東区と大田区の間で帰属の協議を継続することになった。
この問題はその後も長年膠着状態が続いたが、2020年東京オリンピック・パラリンピックの競技会場としてカヌー（スプリント）、ボートなどで使用される「海の森水上競技場」と馬術などが行われる「海の森クロスカントリーコース」が、整備されることになり、2014年（平成26年）4月25日に、大田区と江東区が解決に向けた協議を正式に開始し、事務レベルでの協議を本格化させた。
帰属権の根拠として、大田区は、海苔養殖のために漁業協同組合に割り当てられた漁業権の大半が、大田区内の組合が保持していたことを挙げ、江東区は、区が東京ゴミ戦争の抜本的解決のために、区外からのゴミ処理に際し相当な負担を行ってきたこととを挙げている。
両区の間での協議は最終的に決裂。2017年（平成29年）7月18日付でそれぞれ東京都に対し、地方自治法第9条第1項の規定に基づく自治紛争処理委員による調停を申請した。都は弁護士の泉徳治、明治大学公共政策大学院教授の木村俊介、弁護士の佐瀬正俊を自治紛争処理委員に指名。3者は7回の会議を経て、10月16日に江東区に86.2％（内側埋立地の全てと外側埋立地の東側約4分の3）、大田区に13.8％（外側埋立地の西側約4分の1）を帰属させる調停案を示し、受け入れるよう勧告した。その主な根拠は以下のようなものであった。
- 1996年（平成8年）に大阪高等裁判所が公有水面のみに係る市町村の境界を定める基準を示した「平成7（行コ）30事件」の判例[13]を踏まえ、両区間の海岸線からの「等距離線」で区分される地積が境界画定の重要な地位と考えられ、等距離線で区切った場合の地積が江東区側449.2ha（89.3％）、大田区側54ha（10.7％）であること。
- 内側埋立地が第二航路トンネルを介して江東区青海と、外側埋立地西側が臨海トンネルにより大田区城南島と、東側が東京ゲートブリッジを介して江東区若洲とそれぞれ結ばれていること。
- 埋立地のライフライン（電気・水道・ガス）が江東区側から供給されていること
- 「同一用途同一自治体」の原則に基づき、同一地目内で境界線を設けなかったこと

この調停案に対し、江東区は受け入れを表明したものの、分割割合の小さい大田区はこの調停案に反発。10月29日に開かれた大田区議会（臨時会）で調停案受け入れ拒否を全会一致で可決。翌10月30日付で大田区が江東区を相手に、境界の確定を求めて東京地方裁判所に提訴した。
この裁判は2019年（令和元年）9月20日に判決が下され、東京地方裁判所は中央防波堤の利用状況などから、港湾関係用地を大田区に帰属させるのが妥当との判断のもと、当初の調停案より大田区側に有利となる「江東区79.3％、大田区20.7％」の帰属割合とする判決を言い渡した。具体的には内側埋立地はすべて江東区の帰属とし、外側埋立地西側については、東京港臨港道路の中央線を境界とし、北側を江東区、南側を大田区とし、外側埋立地東側はすべて江東区の帰属とする内容であった。
地裁判決に対し、江東区は9月26日に、大田区は10月3日に、ともに判決内容に不服な部分はあるとしつつも受け入れを表明した。これにより、中央防波堤埋立地の帰属問題は決着することになった。
決着後、それぞれに編入される土地のうち、江東区側では内側埋立地側に2020年（令和2年）4月1日付で海の森の町名を新設、6月25日付で住居表示が実施された。また、大田区側も同年3月5日に新町名案として令和島を選定し、6月1日付で町名の新設および住居表示が実施された。この他、江東区に帰属する土地のうち、外側埋立地にかかる部分に関しては埋立工事が一部未竣工との理由から同年4月1日時点での町名設定はなされていない。暫定的に、江東区帰属部分の外側埋立地については、海の森三丁目地先と住所表示がされている。
なお、外側埋立地に隣接する新海面処分場については埋立中であり、帰属は未確定のままである。